# Janvry (Essonne)
Janvry è un comune francese di 615 abitanti situato nel dipartimento dell'Essonne nella regione dell'Île-de-France.

## Società

### Evoluzione demografica

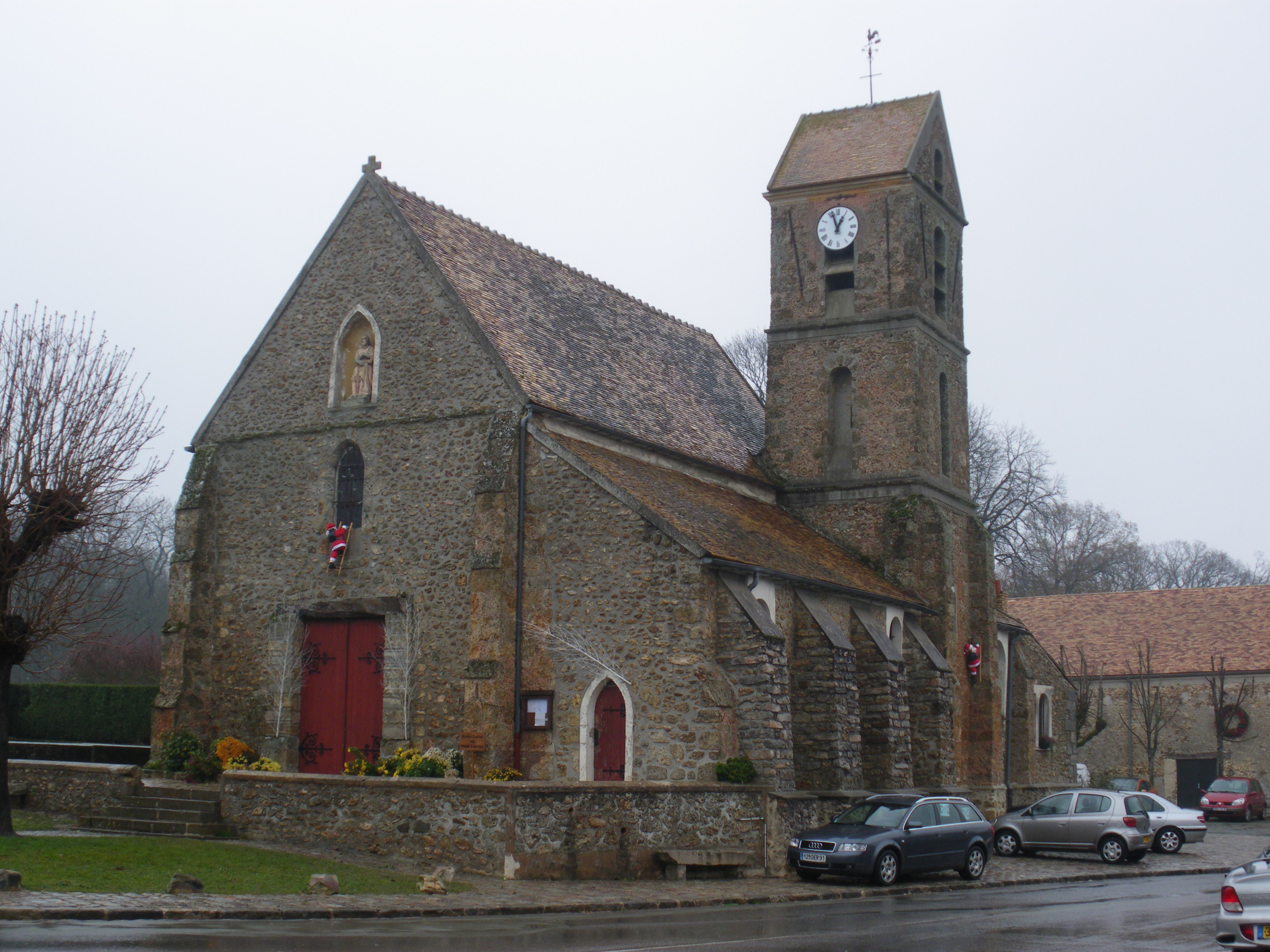
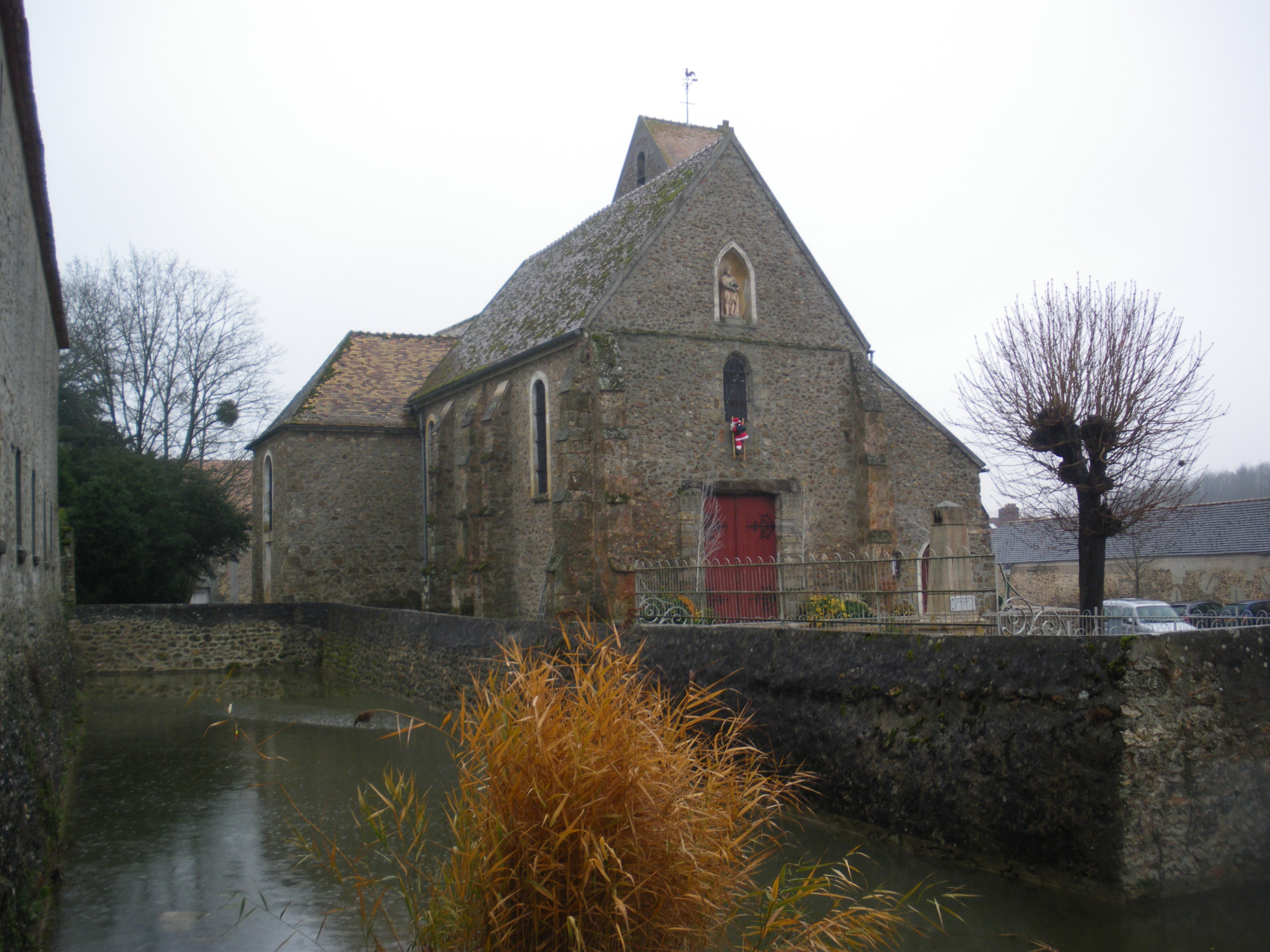
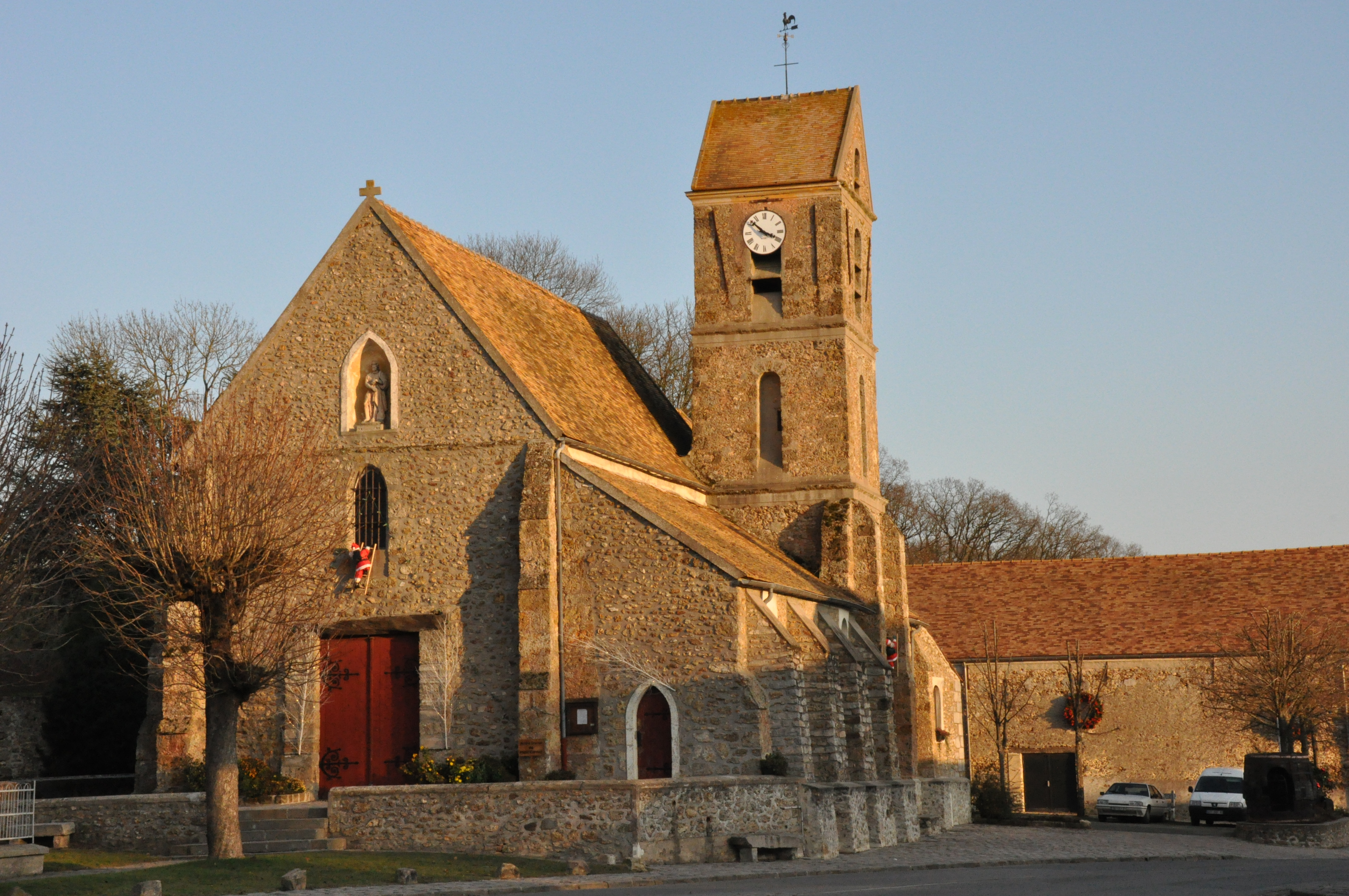
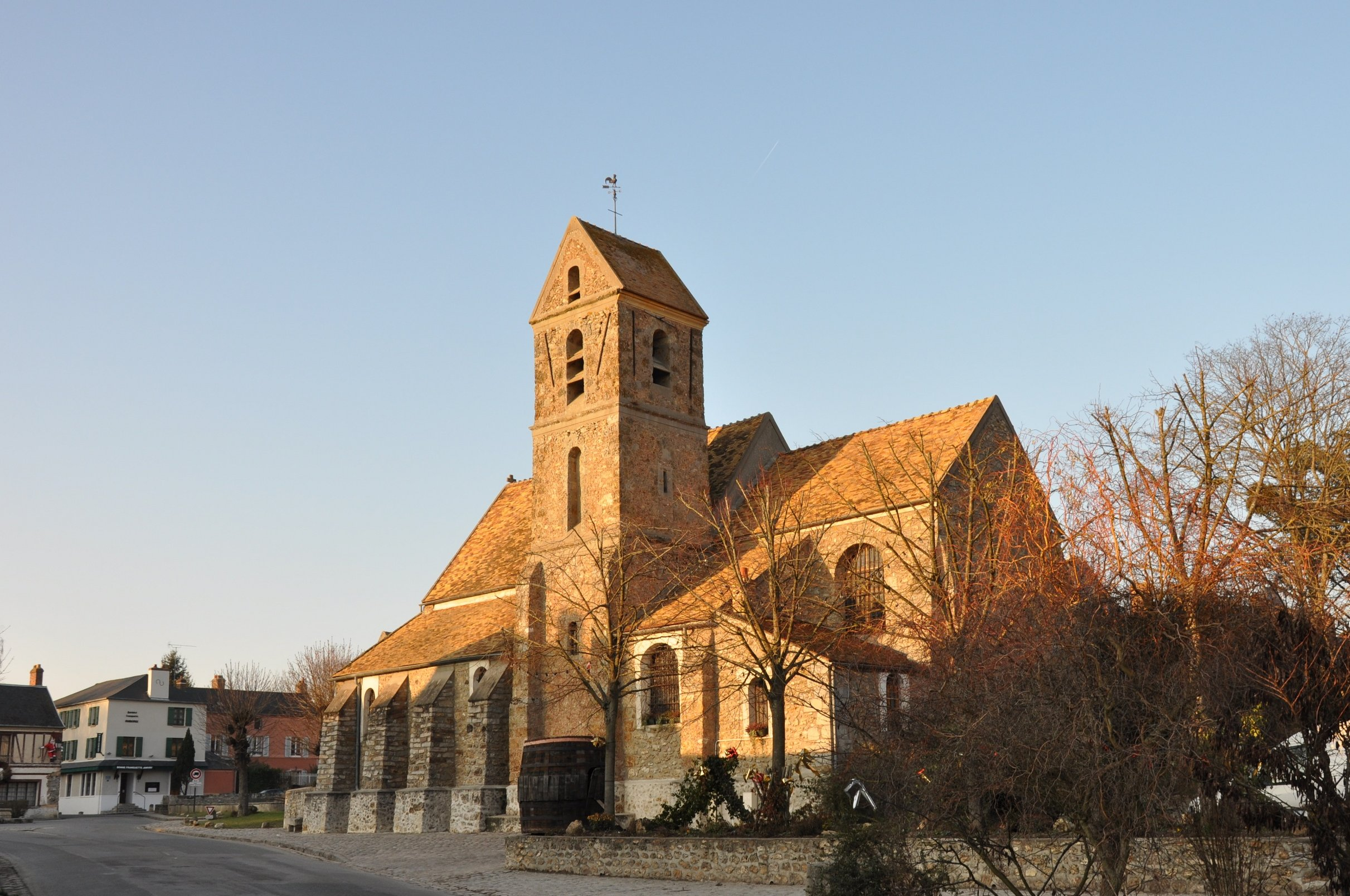

Abitanti censiti